# Fiberfab
Fiberfab – niemieckie przedsiębiorstwo branży motoryzacyjnej, działające w latach 1966-1973 i 1974-1983.
Przedsiębiorstwo to specjalizowało się w wytwarzaniu laminatowych karoserii.
W pierwszym okresie swego istnienia (1966-1973) firma ta była połączona ze swym amerykańskim imiennikiem. W krajach śródziemnomorskich znana była z produkcji wozów pick-up Sherpa, wprowadzonych na rynek w 1975 roku.